# Xavier Pillac
Xavier Pillac est un musicien jouant un blues légèrement teinté de funk, et de rock. Il joue de la guitare. Il a gagné un prix au premier Tremplin national Blues sur Seine en 2000 et a participé a l'International Blues Challenge (Memphis) età l'European Blues Challenge (Bruxelles début 2015. Il joue également en duo avec son bassiste Antoine Escalier sous le nom de Electric Blues Duo.

## Discographie
- "Faut qu'j'aille bosser" (2000)
- "S'en sortir" (2003)
- "Trio live" (2009)
- "Nervous Breakdown"  Dixiefrog / Harmonia Mundi © 2013.
- "Electric Blues Duo" 2017